# El Cielo
株式会社El Cielo（El Cielo CO.,LTD.）は、「地球に幸せの種をまきます」をコンセプトに、東京都に本社を置く、WEBサイト制作事業や、キャラクター事業、楽曲制作を行う企業である。 

## 沿革
- 2005年11月 - El Cieloを設立
- 2007年 3月 - 株式会社El Cieloを設立

## 事業内容

### WEB制作
- WEBサイトの企画・デザイン・構築
- WEBサイトの保守・運用
- WEBサイトの運営
- WEBシステム開発
- インターネット通信販売
- 運営サイトでの広告配信

### キャラクター事業
- Lazuliy Berry（ラズリー ベリー）[1]

商標：ラズリー ベリー「登録第5686388号」

### LINEスタンプ
- ラズリーベリーのLINEスタンプ
- ガネットチェリーのLINEスタンプ
- アメリンカシスのLINEスタンプ
- 和地つかさのまいっちんぐマチコ先生のLINEスタンプ[2]

## 主なWEBサイト制作事例
- 猫ひろし公式サイト
- ビッグダディ公式WEBサイト
- まいっちんぐマチコ先生・えびはら武司 公式WEBサイト
- 児島美ゆき
- 作曲家 松下功 Official Web Site
- ハマック柳田
- 老舗お茶屋「小野園」

## 参加団体
- 環境省「COOL CHOICE」
- 観光庁「ポジティブ・オフ」
- 東京商工会議所
- 自然エネルギー環境認証